# Castanopsis ferox
Castanopsis ferox ist eine in Südostasien vorkommende Baumart aus der Familie der Buchengewächse (Fagaceae). Die Nüsse sind essbar.

## Merkmale
Castanopsis ferox ist ein immergrüner, bis zu 30 Meter hoher Baum. Der Stammdurchmesser erreicht über 50 Zentimeter. 
Die kurz gestielten, leicht ledrigen, kahlen und ganzrandigen Laubblätter sind zugespitzt bis geschwänzt, seltener spitz. Sie sind lanzettlich oder länglich, seltener elliptisch oder eiförmig.
Die Fruchtbecher (Cupulae) sind mit einfachen Stacheln besetzt. Die Stacheln sind gerade, dichtstehend und verdecken die Oberfläche des Fruchtbechers komplett. Die Fruchtbecher sind inklusive Stacheln höchstens 4 Zentimeter im Durchmesser, meist 2,5 bis 4 Zentimeter. An der adaxialen und der ihr gegenüberliegenden Seite von jungen Fruchtbechern sitzen durchgehend unregelmäßig Haare. Die eine, kleine Nuss ist grünlich und etwa 1,5 Zentimeter groß.
Blütezeit ist von März bis Dezember, meist im Dezember. Die Fruchtreife erfolgt von Februar bis Dezember, meist im Dezember.
Die Chromosomenzahl beträgt 2n = 24.

## Verbreitung und Standorte
Die Art kommt in Thailand, Indien, Bangladesch, Myanmar, Laos und Vietnam vor. Sie wächst in tieferen Bergwäldern in 820 bis 1650 m Seehöhe, meist in 1200 bis 1400 m.

## Systematik
Castanopsis ferox (Roxb.) Spach hat die Synonyme: Quercus ferox Roxb. und Castanopsis tribuloides var. ferox (Roxb.) King ex Hook.f. non Kurz.